# 摩多羅神

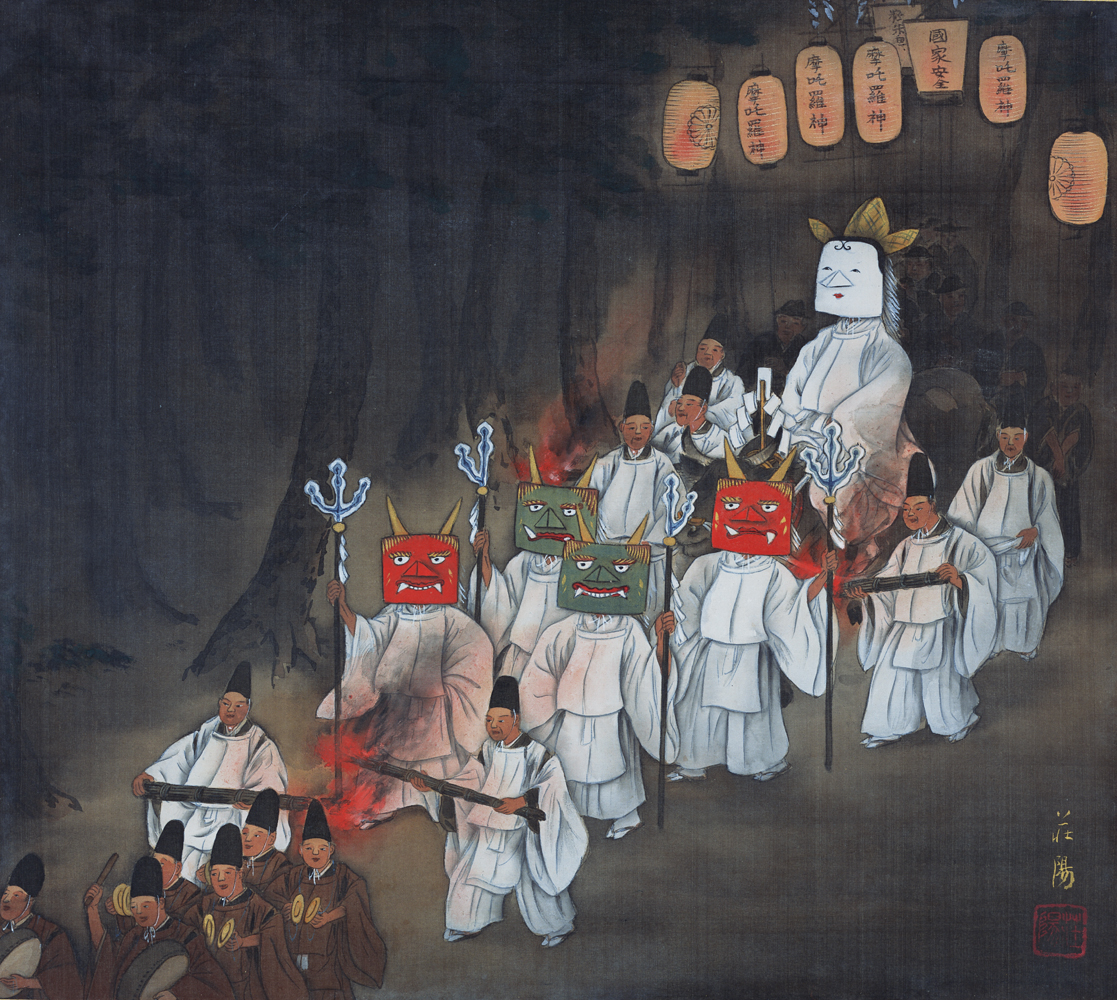
牛祭の摩多羅神（都年中行事画帖 1928年）

摩多羅神（またらじん）は、密教、特に天台宗の玄旨帰命壇における本尊で、阿弥陀経および念仏の守護神ともされる。

## 概説
服部幸雄は「摩多羅神は後戸の護法神である」とした。一方、山本ひろ子は摩多羅神の性格を「歌舞に関わる芸能神」「常行三昧堂の道場神」「玄旨帰命壇の本尊」の3つに分類し、「後戸の護法神」としての性格は「必ずしも摩多羅神が祀られるのは後戸ではない」として否定した。

### 中国における摩多羅神
中国における摩多羅神の初見は、唐の不空金剛訳の『蕤呬耶経』である。その「摩詞曼荼羅品（中）」で、第7日の本曼茶羅をつくって灌頂を授ける作法を述べた箇所に「其院（最外院）西面置諸摩怛羅神、佉那鉢底神、諸羯羅詞神、羅睺、阿修羅王、婆致皤羅二合、那陀、及遍照阿修羅、婆素枳等龍王、如是諸神、縦不説亦須安置」とある。また、北宋の雍煕3年（986年）に天息災によって訳された『大方広菩薩蔵文殊師利根本儀軌経』巻6で、曼荼羅の塩の設置場所について説明している箇所で、「若除摩多羅及一切宿曜執魅、於四道建置、或近有死尸舎亦得」とし、巻18では「如上作障者、於一切深山大野中、能為障難、仍説種種禁多羅極悪宿曜、及餓鬼趣餓鬼王、楽人食者成就之地」と述べられている。ここでの摩多羅神は外から障害をもたらす鬼神であるが、それを取り込んでしまえば外敵を打ち払う役割をもする両義性を持った存在（障礙神）であるとされる。

### 玄旨帰命壇の本尊として
摩多羅神の祭祀は、平安時代末から鎌倉時代における天台の恵檀二流によるもので、特に檀那流の玄旨帰命壇の成立時と同時期と考えられる。玄旨帰命壇は、入檀する堂内荘厳の形から見るに、玄旨壇と帰命壇に分割することができる。そして、玄旨檀の本尊は摩多羅神、帰命壇の本尊は阿弥陀如来である。玄旨檀の玄旨灌頂は灌頂堂内の西側に本尊壇を設け、そこに本尊の摩多羅神、二童子の丁禮多・爾子多の三尊を祀った。寛俊の『摩多羅神軌儀』によると、摩多羅神は錦装束や黒い冠を着け歌を歌い鼓を打つ神で、丁禮多は左肩から青い錦を打掛にして幣零を着る童子、爾子多は右肩から赤色の錦を打掛する童子であり、二童子は右に竹の葉を、左手に茗荷を持ったとされた。大壇の前には2つの瓶を置き、左には柳が生けられ右には浄水が入れられた。また、南側の壁には右から山王明神・良源・最澄・湛然・智顗・慧思の各祖師方や無明から触に至る十二因縁の前半の流転門の名号軸がかけられた。また、東側の壁には地獄から仏に至る十界の名号軸を、北側の壁には右から両界曼荼羅、老後から死に至る十二因縁の後半の還滅門の名号軸がかけられた。そして堂内中央には焼香壇が設けられ、その北に弟子の座る仏座を、南には師匠の座る菩薩座が置かれた。師匠は弟子に対し、三尊を祀る意味や掛軸の意味などを説いた。最初は西壁の摩多羅神等三尊についての解説が行われるが、それを記録した『天台玄旨灌頂入壇私記』によると、摩多羅神は大日如来であり、定恵一体・迷悟不二・無始無終の神僧とされる。さらに、自ら誓って「一切衆生の心に住する」とし、一切衆生の心に住するということは遍く一切処（至る所）住することを表すという。摩多羅神の持つ法鼓は「発心・修行・菩提・涅槃」の4つの法鼓であり、これを打つことは衆生を開示悟入させる手立てであるとされる。四方の壁に掛けられた軸はこの4種類を表しており、東壁が発心・南壁が修行・西壁が菩提・北壁が涅槃に対応する。西に本尊壇を置くのは、摩多羅神の本地仏が阿弥陀如来だからであるという。摩多羅神像に向かって左が丁禮多童子、右が爾子多童子で、二童子が舞うのは十波羅蜜の自受法楽の歌舞の姿であり、本有の三楽・本来の三諦・無作の三身・自内証の表現とされる。摩多羅神の神語は「摩多羅神ハ神カトヨ歩ヲハコブ皆人ノネガイヲミテヌコトゾナカリキ」で、囃子は「シツシリシニシツシリシ、ササラサニササラサ」という。前者は意味が通じるが、後者の意味は不明である。チベット語や梵語など複数の説がある。『摩多羅神軌儀』には「シシリシニシシリシは理体惣持を、ソソロソニソソロソは智恵惣持を表す梵語であり、摩多羅神が座居して鼓を打つのは十波羅蜜の鼓を打って十界を舞っている」とある。また『一形体鏡事附摩多羅神』によると、摩多羅神は惑・業・苦の三道や貪・瞋・癡の三毒を示しており、煩悩の総称となる。また脇の二童子は業煩悩であり、三道に配するならば貪欲と瞋恚との二欲となる。このときに摩多羅神は愚癡に配当される。同書では摩多羅神三尊は乱舞の姿で表現されているが、これは貪・瞋・癡の三毒によって生死輪廻の世界に振り回される狂乱の証の姿とされる。煩悩に振り回された狂乱の姿はそのまま法身の姿でもあると理解するのが煩悩即菩提の融会思想であり、摩多羅神が太鼓を打って囃し立てる姿は生死輪廻の苦しみを表すと同時に真如法身の振舞いでもあるとされる。苦しみの姿がそのまま如来の振舞いとなり、苦道即法身の表現としての相即・円融の思想が表れている。同書では二童子の歌を「大便道ノ尻ヲ歌二歌フ」「小便道ノソソヲ歌フ」として「男子女子童男童振舞ヲ舞ニ舞フ也。殊勝ノ本尊也」と述べているものの、これは二童子の神語が大便道、小便道の表現に似ていることによる牽強付会である。また「生死煩悩ノ至極ヲ行ズル跡事ヲ舞歌也。所以ニシシソソヲ為為スル其ノ便道ヲ為スル淫欲熾盛ノ処也」とあり、煩悩至極（苦道）の振舞いが淫欲熾盛と現れる上、その煩悩至極がそのまま法身の振舞いとなる（男女の性的行為が即如来の行為である）とされている。
『玄旨灌頂私記』には、
- 「摩多羅」という名前の意味は梵語であり、最澄が唐から帰国する際に摩多羅神が影向したこと
- 摩多羅神と天台宗の関係が深いこと
- 摩多羅神はインドでは金毘羅神と呼ばれること
- 摩多羅神は仏果においては阿弥陀如来の三尊、衆生においては奪精鬼と呼ぶこと
- 阿弥陀三尊は一心三観を修める本尊であり、この前提は四種三昧を通修するにおいて一心三観を究めるための本尊となるべきものであるため、そのために摩多羅神が祀られたこと
- 摩多羅神は無量寿仏であり、我々衆生の息風（呼吸）の出入りが阿弥陀仏の来迎引摂（来迎は臨終に際し阿弥陀仏が聖衆と共に極楽浄土から迎えに来ること、引摂は極楽浄土に導き救うこと）に相当し、息風が絶えれば死に帰するため、阿弥陀仏が垂迹した摩多羅神を奪精鬼と呼ぶこと
- 衆生の息風は虚空と同体であり、無辺際であることから無量寿仏とされたこと

が記される。「摩多羅神＝阿弥陀仏＝息風=奪精鬼」であり、「阿弥陀仏＝息風=虚空＝無量寿仏＝摩多羅神」とされ、全ては「息風」によって結ばれることから、「阿弥陀仏は息風である」という思想（仏凡一体）が玄旨帰命壇の特色であると言える。また、摩多羅神ら三尊は貪・瞋・癡の三毒と根本煩悩の象徴とされ、衆生の煩悩がそのまま本覚・法身の妙体であること（迷悟一如、大日即阿弥陀、仏凡一体）を表している。同書での摩多羅神の歌は「摩多羅神ハ神カトヨ歩ヲハコべ皆人ノネガイヲミテヌコトゾナキ」で、丁禮多の歌は「シシリシニシシリシ」、爾子多の歌は「ソソロソニソソロソ」とされる。
玄旨帰命壇の本義は「本地の阿弥陀仏」と「垂迹の摩多羅神」の関係にこそあると考えられ、「玄旨檀＝垂迹の相貌＝本尊摩多羅神」、「帰命壇＝本地の演説＝本尊阿弥陀仏」となる。垂迹の相貌とは、摩多羅神を中心として左の丁禮多を「仮」「定」とし、右の爾子多を「空」「恵」とすることである。これは一心三観を尊形に改めて顕しているためであり、文献に明言はされないものの摩多羅神は「中」「定恵不二」を表現していることになる。中世以降、「阿・弥・陀」の3文字をそれぞれ「空・仮・中」の三諦に配当することは珍しくないものの、阿弥陀仏の垂迹である摩多羅神三尊をもって「空・仮・中」に配当するのは玄旨帰命壇の特色であり、玄旨帰命壇が一心三観の修法によって相即・融会の境涯を目標としていたことがわかる。
『一心三観伝』によると、摩多羅神は三宝荒神ともされる。三宝荒神は三諦本有の存在であり、煩悩を菩提として肯定する立場に立つとともに、確実な利生をもたらす現世利益の神、死に臨んでは浄土に導く神として造形されている。

### 護法神・障礙神として
天台宗における摩多羅神は、常行堂に祀られ、仏法の守護神としての性格を持った。摩多羅神を祀るのは正月の修正会で行われ、多武峯談山神社や伊豆山権現走湯神社では1月5日に、毛越寺では1月20日に実施された。また日光山輪王寺では1月1日から7日間に祭祀が行われ、3日目と5日目の初夜を「顕夜」と呼び、摩多羅神を迎えて狂宴が繰り広げられた。毛越寺の摩多羅神祭では摩多羅神に祝詞を奏上した後に、摩多羅神の神威を借りて邪鬼悪鬼を踏みつけることを目的として、反閇の足踏みが行われる。菅江真澄が天明8年（1788年）1月20日に摩多羅神祭を見た際には、常行三昧を行った後に田楽などの舞があった。また「黒き仮面かけて、うら若き衆徒が出て、あらぬふりして、うち戯れ」たが、その様子は猿楽の狂言のようであったという。常行堂は9世紀中頃に比叡山にて建立され、その後全国に広まったが、その当時には摩多羅神に関する記述は見えない。常行堂と摩多羅神が関連して記される最初の文献は鎌倉時代の文保年間に成立した『渓嵐拾葉集』であり、その中の「常行堂摩多羅神事」によると円仁が摩多羅神を常行堂に祀ったという。
一方、摩多羅神は障礙神の一面も持つとも考えられていた。「常行堂摩多羅神事」によると、摩多羅神は円仁に対して「自分は障礙神であり、摩訶迦羅天（大黒天）でもあり、荼枳尼天でもある。自分を崇敬しない者は往生しようとしてもできない」と述べている。大黒天や荼吉尼天は人が死ぬ時に肝臓を食べ、食べられた人は臨終に正念を得て往生を遂げるが、もし吒枳尼天あるいは摩訶迦羅天が人の肝臓を食わないと人は正念を得ず往生を遂げることができないとされる。そのような恐ろしい神であるため、常行堂は常の日も調査隊から希望が出ても僧侶達は扉を開けず、それどころか摩多羅神の名を口に出すことさえも恐れられていた。常行堂の扉の開閉は「神秘あり」とされ最長老の僧以外は務めることができなかった。加えて摩多羅神の神像は秘匿して拝見を許さず、33年目ごとの御開帳の際にも身代りを出して本体は秘匿されていた。常行堂の役割について、山本ひろ子は「天狗怖し」（修行の邪魔をする天狗を退散する行法）に注目した。この行法は、本尊の前では法式通りの読経が行われ、後戸で別の僧侶達が狂ったように跳ね無秩序に読経するもので、内心で正気を保ち外面では魔縁に屈するように見せることで天狗を退散させる効果があると考えられてきた。また東寺夜叉堂に祀られていた摩多羅神は、忿怒神・夜叉神・行疫神としての一面を持ち、怖れられる存在であった。一見矛盾しているように見えるが、摩多羅神による仏法の守護とは障礙神の持つ負のエネルギーを利用して修行を妨げる天魔や天狗などを除去することを指しており、人間の往生を障礙する神であり、一方では往生を引導する神でもある。
摩多羅神が常行堂に祀られるようになった経緯については不明である。常行堂建立当初の安置仏は宝冠阿弥陀如来像、金剛法・利・因・語の四親近菩薩像の五尊構成であったと考えられ、輪王寺や毛越寺の常行堂でも同様である。この五尊は密教色が強く、常行堂では密教的讃仏法として五会念仏の詠唱が行われていた可能性がある。そして、常行堂の密教的要素が強いことは、曼荼羅を用いた法会が行われていた可能性も考えられる。従来摩多羅神が祀られるのは常行堂西側の「後戸」であるとされ、現在の比叡山西塔の常行堂ではそのように祀られている。しかし、毛越寺常行堂では宝冠阿弥陀如来像の真後ろではあるものの「奥殿」に安置されている。また、輪王寺常行堂では北西に安置されている。このことから、摩多羅神は必ず後戸に祀らなければならないのではなく、元々祀られていた位置から移動することも考えられる。そして、叡山文庫・止観院蔵「法花堂常行堂之図」を参考すると、かつての摩多羅神は須弥壇の真横、宝冠阿弥陀如来像から直角の位置に祀られており、常行堂外側の北唐戸の下（常行堂の北外側）に摩多羅神の鳥居が設けられていたことがわかる。『金剛界八十一尊曼荼羅」によると、この位置に該当する護法神は調伏天であり、左隣には毘那夜迦天が位置する。このことから、仮に摩多羅神の起源と曼荼羅を関連付けるならば、その起源は調伏天と毘那夜迦天になる。毘那夜迦天はガネーシャであり、ガネーシャとシヴァは関係が深いことから、シヴァを起源とする大黒天もまた毘那夜迦天と関係が深い。また、毘那夜迦天も障礙神であり、魔物からの障害を取り除く役割を持つとされる。そして調伏天は毘那夜迦天の一種あるいは眷属とされ、『金剛界胎蔵界曼荼羅尊位現図抄』では人々の障悪を調伏する役割が強調されている。つまり、調伏天は毘那夜迦天の眷属の中でも魔物や障害を調伏する属性が抜き出されたものであると言える。光宗による『渓嵐拾葉集』では摩多羅神は大黒天や荼枳尼天と同一とされ、光宗と同時期に活動した比叡山戒家の運海による『秘密要衆』（後世『渓嵐拾葉集』と同一書物であると勘違いするほど両書の関係は密接だった）では大黒天・弁財天・歓喜天（毘那夜迦天）・荼枳尼天が護法神として取り上げられている。このことから、当時の戒家にとってこの四天が重視されていたと言える。また、『秘密要集』では四天の同体説が説かれていることから、毘那夜迦天と摩多羅神は深い関係にあったと見られる。さらに、守覚法親王が著した『北院御室拾要集』には実恵が空海没後に「西御堂」を継承した際に贈られた三面六臂の「夜叉神像」についての記述があるが、この夜叉神像こそが摩多羅神であり、中央が毘那夜迦天、右が弁財天、左が荼枳尼天とされる。つまり三天は同体であり、それが摩多羅神であることになる。このことから、摩多羅神と毘那夜迦天・弁財天・荼枳尼天の関係の深さを指摘することができる。

### 念仏の守護神
『群書類従』所収の『広隆寺来由記』によると、広隆寺常行堂に安置されている摩多羅神について「摩多羅神像為念仏守護神、安置于後戸也」とある。また覚深の『摩多羅神私考』には「摩多羅神ハ常行三昧ヲ守護シ玉フ」とある。
新潟県燕市の国上寺では、円仁が引声念仏を同寺に伝え、念仏の守護神として摩多羅神が祀られたという。

### 天台宗の神から芸能の神への派生
室町時代には、摩多羅神の神秘性や常行堂での「天狗怖し」から芸能の神へと結びつけられた。
服部幸雄は、摩多羅神が牛に乗って出現する広隆寺の牛祭に注目した。広隆寺において、摩多羅神は広隆寺境内社・大避神社の祭神である大避大明神＝秦河勝とされ、神格は外来神・障礙神とされる。そのことから宿神（平安時代においては北斗法という修法の本尊として掲げられた星宿曼荼羅の神、中世においては諸芸道の家に祀られた民間信仰の神）とされた秦河勝の実体は摩多羅神であるという論を展開し、摩多羅神と秦河勝は同一視できると主張した。また、翁舞や翁面（鬼面、秦河勝から伝来したと伝えている重代の面）と摩多羅神と宿神を結びつけ、猿楽の起源に摩多羅神がいるとし、摩多羅神と猿楽者の関係を修正会・修二会に行われた呪師猿楽を媒介として理解できるとした。。また、天野文雄は翁舞や翁面は摩多羅神や「摩多羅神拍子」から生まれたとする。しかし、この服部や天野の説は複数の学者から否定される部分もある。
山田雄司は、『享禄三年二月奥書伝書』に示されているように宿神は芸能者の守護神であるとし、「宿」自体に「守る」の意味があり、芸能者にとっての職業神であったとして、辺境に住んでいた秦氏が祀っていたために宿神となったとする服部幸雄の説を否定した。また『享禄三年二月奥書伝書』で、摩多羅神と宿神を同一視するのは、守護神という意味において両者が等しいという意味で、『明宿集』で翁を宿神とするのも能楽の守護という面で両者が等しいことを表しているとした。さらに山田は『享禄三年二月奥書伝書』は多武峰常行堂修正会のみついて述べている点に着目した。『明宿集』では禅竹は一度も「摩多羅神」の語を使っておらず、それは宿神＝摩多羅神なのではなく、摩多羅神は宿神の一つにすぎないことが理由であるとし、禅竹は摩多羅神を知らなかったか、天台宗常行堂に限られることなので書かなかった可能性を考察している。天野の「翁面が摩多羅神から生まれた」という説も、それを裏付ける史科が全くないことを指摘しており、摩多羅神の神格を十分検討しないで安易に後戸の議論と結びつけてしまったことから起きた誤りとした。つまり『享禄三年二月奥書伝書』において宿神と摩多羅神と翁の面が一体だということを認めたとしても、ごく限られたところで唱えられていたものに過ぎなかった可能性がある。そして、翁は能の中でとりわけ神聖視されるものであり、面は能を演じる人にとっては最も重要な「神そのもの」と見做されているものであることから、多武峰常行堂の修正会で翁が演じられるようになったとき、その神聖な翁が、常行堂を守護しており修正会の本尊のような役割を果たしている摩多羅神と習合した際に、翁と摩多羅神は同体のものであると考えられるに至ったと考察した。
正史に見られる秦河勝には御霊神、芸能神としての記録は全く見られず、正史にない「軍のまつり人」と「芸能者（六十六番の物まねを伝えた人）＝猿楽の創始者」の2つの性格を付加し、伝説化して伝えたのは、秦氏の後裔を自称し摩多羅神を信仰した大和猿楽者であった。世阿弥が著した『風姿花伝』では、「釈迦の説法を妨害する提婆達を退けるため、舎利弗が後戸で鼓を打ち、笛を吹き、阿難や富楼那とともに六十六番の物まねを演じたところ、説法を妨害した者達は笛や鼓の音を聞いて後戸に集まったため、無事に説法が再開された」という猿楽の起源説話が紹介されている。世阿弥の娘婿・金春禅竹が著した『明宿集』（『明翁集』とも呼ばれ、禅竹が宿神と翁を同一視していたことがわかる）では翁面と宿神、翁面と摩多羅神を同一の存在としている。また正徹の和歌集・『月草』によると、禅竹は宿神の画像を所有していたようで、正徹に讃文と歌の依頼をしており、正徹は「千はやぶる神は仏の影なれば翁（の）すがた法のころもぞ」という歌を詠んだという。加えて「本尊躰翁面」とあることから画像と翁面は同様の容姿をしていたものと考えられる。観世元広も同様に宿神の画像を所持しており、月舟寿桂に讃を依頼しているが、月舟寿桂は「神之為形也。冠于首。朝服于身。如世之優者作老翁面。然而肩上塔一条紫伽梨〔ママ〕。不異吾学仏徒」と述べている。観世新九郎家文書の『能伝書』（享禄3年（1530年）2月奥付）には「宿神は仏法ノ守護神であるから、叡山・多武峰（妙楽寺・談山神社）では宿神を末社にて崇め奉っており、これは摩多羅神のことである。（中略）その本尊は翁面である」と記されている。また、談山神社には「摩陀羅神」と銘文がある箱に翁面が保管されており、これは室町時代末期（天正年間）頃の製作と考えられる。
山路興造は「猿楽者の祀る宿神と非人宿の宿神とが同一の神であるかどうかは、若干問題のあるところである」と述べ、これを踏まえて中村茂子は天台系寺院常行堂の修正会・修二会に演じられた芸能の場において摩多羅神が「翁」として出現したという推測は可能であっても、「鬼」として出現したことはなかったとした。また、摩多羅神を鬼として出現させている茨城県楽法寺のマダラ鬼神祭や広隆寺の牛祭は、大和猿楽者が伝説化した「秦河勝から伝来の翁面と一体に観念される鬼面」という伝承から誕生したと考察した。
大陸渡来の護法神は大半が忿怒相をしているのに対し、摩多羅神の画像や翁面は穏やかな顔をしている。これは『明宿集』によると「善悪二相一如（穏やかな翁面の姿と忿怒する護法神の姿は一如である）」であることに由来するという。

### 山王神道や日光との関係
中世から近世にかけては山王神道に取り込まれ、この宗教の内では摩多羅神＝山王権現として扱われた。林羅山の『本朝神社考』によると、最澄が入唐した際に最澄を守護した青龍寺の鎮守神は三輪明神（大国主命）であり、摩多羅神や金比羅神とも同体とされる。ただし、三井寺側の記録である『諸社根元記』によると青龍寺の鎮守神は素戔嗚尊（円珍勧請とあることから新羅明神と同体である）で、別名が摩多羅神とされる。大国主命（三輪明神）は大比叡明神とも呼ばれ、小比叡明神は大山咋命のことである。また、文治5年（1189年）の奥州合戦では源頼朝が日光山（二荒山）の摩多羅神に戦勝祈願をし、神宝や神田、狩猟地を寄進し、堂を建てて摩多羅神像を祀ったという。『和訓栞』には「日光には頼朝堂があり摩多羅神を称している」とある。『甲子夜話』には徳川家康が摩多羅神を信奉していたとある。
日光東照宮では、比叡山にて玄旨帰命壇を学んだ天海による山王一実神道の秘法によって東照大権現の脇侍に山王権現（天海）とともに摩多羅神が祀られた。『藤堂旧社記』には「日光山御本社内、御宮殿、御右摩多羅神、御中薬師如来、御左写脱」とある。また『高山公実録』が引用する「文政歳日光神職猿橋甲斐守写す」によると、「左大僧正天海、山王権現と申、僧形なり、（中央）東照大権現、右摩多羅神、是高虎にて、俗体なり」とされ、同書が引用する「安永寒松院書状」「紀典録」「文化差出旧記」などに見える、また『東照大権現縁起』には「久野称補陀落山、守護神摩多羅神也。而日光山奥院、亦同名同神也」とあり、家康の没後に久能山に遺骸を葬って、その翌年に日光山に遷葬したのも、両山が摩多羅神を祀る霊山であったからである。神仏分離後は天海が豊臣秀吉、摩多羅神が源頼朝に置き換えられている。
『山王一実神道塔中勧請鎮座最極深秘式』によると、摩多羅神は炎魔法王として冥界の利益を握り、念仏常行三昧の護法神・念仏往生守護の神である。また山王権現は諸神の最上位に、摩多羅神は神鬼の最下部にあり、両神は顕幽二界の両端に立って全てのものを抱蔵し、大慈大悲の恩情をもって一切を救済する性格を持つ。また、『東照宮御本地供』によると、東照三所権現は治国利民、武運長久、仏法興隆などの功徳があるとされる。
輪王寺の常行堂の右奥にも摩多羅神が祀られている。寺伝によると嘉祥元年（848年）に円仁が創建し、文治2年（1186年）には源頼朝が寒河郡15町を寄進したという。また、日光二荒山神社別宮の瀧尾神社にも摩多羅神が祀られていた。真言の修法として理趣教の法を行なっていたとされる。
江戸時代中期には、霊空などの安楽律派が玄旨帰命壇や摩多羅神を「依拠する経典の存在しない偽説」であること、観心主義的であることから否定した。その訴えが輪王寺門跡・公遵法親王にも認められたことで、摩多羅神を本尊とする玄旨帰命壇や、その流れを汲む山王一実神道は衰退してしまった。
曽根原理は、玄旨帰命壇で説かれる「一心三観＝無である」という論を重視し、摩多羅神を信奉する乗因などのいわゆる「異端派」が、それに反対する霊空などの「正統派（安楽律派）」と対立し敗北した（流罪となった）ために摩多羅神が弾圧されたかのように見えたと主張した。そして、実際は乗因が異端派であったという事実は無く、天海の教えの流れを汲む乗因は日本で造形された伝統的な教学である玄旨帰命壇やその本尊となる魔多羅神を擁護し、霊空などの安楽律派は玄旨帰命壇や摩多羅神を「依拠する経典の存在しない偽説」であること、観心主義的であることから否定した。そして、後に安楽律派が天台教団の正統教学となったため、乗因や玄旨帰命壇は排斥され、摩多羅神も一見弾圧されてしまったかのように見えたのである。しかし、「正統派（安楽律派）」の中で権僧都に昇り執当に任じられた真如院覚深は『摩多羅神私考』の中で「摩多羅神は（崇神天皇紀の大物主神のように）行疫神であり国家守護の神である」と述べている上、寛永寺貫主公弁法親王に重用され大僧正に昇った鶏足山覚深も『摩多羅神行要記』の中で同様の旨を述べており、摩多羅神自体が弾圧されていたという事実は存在しない。また、妙法院では18世紀になっても摩多羅神が信仰されていたことが掛軸により判明している。玄玄院堯憲からの付法を妙法院門跡であった堯恕法親王が書き留めた『帰命壇聞書』には、中世の玄旨帰命壇や摩多羅神信仰の様子が色濃く残されている。妙法院には、寛永寺とは異なり、伝統教学に基づく玄旨帰命壇・摩多羅神観が存在していたと考えられる。
なお、真如院の摩多羅神図について、『諸抄記』に
- 長三尺巾一尺五寸程、絹地にて中古表せしものと見ゆ。
- 烏帽子狩衣様の服、共に俗士なり、中の上位の俗士（摩多羅神とされる）は口の上下共にあり、下の俗士向って右は口の上にあり、左手に竹枝をもち、右手に杓を持つ。向つて左はなし、左手に皷を持ち右の手にて打たんとす。面して上段の俗士は静止して鼓を打つ。下段の二士は共に舞ふ相なり。下の俗士は童男女にあらす。赤、此画には星の図なし茗荷なし、又、狩衣の模様はなでしこの繪なり、『鹽尻』に出づるものと異なれり。

とある。
道祖神や塞の神と同一視される場合もあり、静岡県熱海市の伊豆山神社では摩多羅神は男女和合や人間情欲の神とされる。

## 資料に見える摩多羅神
摩多羅神についての記述が初めて見えるのは、守覚法親王が記した『北院御室拾要集』である。それによると、空海が亡くなった後、檜尾僧都（実恵）が東寺の「西御堂」を継承した際に摩多羅神像が付属していたという。この摩多羅神の神格については、法親王は「奇神」であり「夜叉神」であり、「吉凶を告げる神」であると説明している。また、神像の造形は三面六臂であり、中央の顔は金、左の顔は白、右の顔は赤であったとしている。加えて、中央は聖天（歓喜天）、左は荼枳尼天、右は弁財天を表しているとする。儀式については、毎月15日に供物をすると、神の慈悲によって災いが除かれ福が与えられるという。さらに、『天長御記』という書物から引用する形で、「東寺の守護天（法親王は摩多羅神のことだと考えていた）」は稲荷神の使者であり、菩提心の使者であったと述べている。
鎌倉時代末期に光宗によって記された『渓嵐拾葉集』第39「常行堂摩多羅神の事」では、天台宗の円仁が唐から五会念仏の行法を相伝しての帰途、船の虚空に声が聞こえ、その声は「私は摩多羅神であり、障りをなす神である。私を祀らなければ往生の願いを成就させることはできない」と言ったという。これがきっかけとなり、常行堂には摩多羅神が祀られることになった。また、光宗は、摩多羅神とは摩詞迦羅天のことであり、荼枳尼天のことでもあるとしている。そして、荼枳尼天の事（肝を食べること）はまったくの秘事であり、常行堂の堂僧でさえ知らず、口にしてはならない大事であり、秘めて尊崇すべきであると述べている。加えて「一説には」という形で、摩多羅神とは摩詞迦羅天のことであり、それは経典の「能延六月法」が根拠となっているという。それによると、人間の臨終に際し、その精気を奪うため悪鬼がやってくるが、摩詞迦羅天はそれらを降伏せしめ、精気が奪われるのを防ぐ。これによって人間は臨終正念が得られるため、6ヶ月の間成し遂げられる秘法を思うべきである、としている。
月舟寿桂が記した『日本書紀神代巻抄』では、唐土の青龍寺の鎮守である金毘羅権現の父は素戔嗚尊であり、その別名が摩多羅神であると説かれている。
叡山真如蔵『玄旨灌頂私記』によると、「摩多羅」とはサンスクリット語であり、その意は「大日如来（大=人間の六大=地、水、火、風、空、識を、日=人間の六識を表す）」であるという。そして摩多羅神とは「六識ノ心王=（六識の心の主体）」であり、脇の二童子は「六識ノ麁細ノ心數（大小の六識の在り処）」を表す。また、摩多羅神が小鼓を鳴らすのは「細念の姿」を、舞うのは「麁強の念」を表しているという。一説には摩多羅神は「八識心王」を、丁令多は「七識ノ念」を、爾子多は「六識念」を表すという。他には、「摩多羅神ハカミカトヨ歩ヲハコベ皆人ノネガヒヲミテヌコトゾナキ」という歌が歌われたという。
『玄旨帰命壇秘録集』には、玄旨帰命壇が摩多羅神を祀る際の手順やその意味が記されている。
定珍の口伝を記した『天台宗玄旨帰命壇伝記』には、本尊=摩多羅神は衆生の有様に対し大鼓を、細念ノ心數に小鼓を打つことで麁強の心所を囃し立て、「十二因縁の袖」を翻すと記されている。また、人間の「心水」が澄んでいれば、摩多羅神は人天の善趣に舞い出て、心水が濁っていれば、地獄の悪趣に舞い降りるとされる。故に、鬼畜の振る舞いも、仏果の荘厳も、「心念舞楽」の内にあり、三尊は迷いに約すれば三道の流転に、悟りに約すれば三徳の妙理に繋がるとされる。二童子が持つ植物のうち、茗荷は「周利槃特の愚鈍」や三毒を、竹は邪智や三観を、二つで迷悟の元にあることを表すという。一説には、茗荷と竹は最澄が延暦寺の根本中堂の庭前に植えたものであるとされ、茗荷は普賢菩薩の無分別の智を、竹は文殊菩薩の自受用の智を表すともいう。
実俊の『摩多羅神軌儀』によると、摩多羅神は「妙観察智・根本万法」の元の神であるとされ、かつその体は「元品無明」であるとされる。摩多羅神が錦装束や黒冠を着け歌を歌い鼓を打つと、二童子が立ち舞うという。その二童子は、空であり肩に青色の錦を打ち懸け「弊零」を着る「丁禮多」と、仮であり赤色の錦を打ち懸ける「爾子多」であると説明される。二童子は倶に左手に茗荷を持ち「指々利子爾子々利指（理体惣持の梵語）」、右手に竹葉を持ち「蘇々呂蘇蘇爾ソソロ蘇（智慧惣持の梵語）」と歌う。中間にいる摩多羅神が座り鼓を打つのは、「十波羅蜜の鼓」を打ち、「十界を舞」い、「二徳」を施すことを表しているとされる。
覚深の『摩多羅神私考』によると、天海は日光山に東照三所を祀り天下泰平を祈ったという。そして、東照三所のうち山王権現のことは世に知られているが、摩多羅神のことは天竺の神なのか、中国の神なのか、日本の神なのかも知られていないとし、尤もであると述べている。また、幾つかの経典には摩多羅神の名前が現れるものの、その意は伝えられることなく、三昧耶形も知られていないと摩多羅神の当時の状況を説いている。加えて、覚深は大日義疏第十一巻に登場し、真言宗の杲宝が七母天の1人であるとした「忙怛哩天」を摩多羅神と関係があるとした。また、誰のものか不明としながらも、「摩多羅神と摩怛哩神は同一である」、「疏第五巻の『七摩怛哩』は七母と訳され、その真言は『摩怛哩弊也（またりびと）』である」という説を紹介し、肯定している。
覚深は他にも
- - 摩多羅神は天竺の神で胎蔵界曼荼羅の中にもいる密乗の神である。
  - 摩怛哩と摩怛羅を同一視するのは牽強付会であると言われるが、出雲鰐淵寺の伝説（覚深の記述から大黒天や七母天に関するものであったと思われる）や、「摩多羅神は一ではなく『衆多の義』である」故に七母天などと同一であったのは明らかである。
  - 摩多羅神の本地は阿弥陀如来である。
  - 摩多羅神は行疫神であり一切の人に大疫を齎すが、天下泰平・子孫繁昌を祈るならこの神に如く存在はいない。
  - 無道の人が国家を乱し万民を苦しめる時は摩多羅神が流行神となり大疫を以って天下泰平を齎すが、それは摩多羅神自身の徳ではなく大日如来の一部であるからであり、徳がないとはいえ摩多羅神は疑うべき存在ではない。

と述べている。
寛保年間に記された『顕密威儀便覧続編』では、摩多羅神及びその祭礼について、摩多羅神は時代とともに神格が変化していると述べられている。また、唐土青龍寺の鎮守であり、金毘羅神の別名であるとしている。さらに、太秦広隆寺の護伽藍神中に摩多羅神像があると述べている。そして「或説」を引用する形で、其像（摩多羅神像）は炎魔王に二腎があり、左手に鼓を持ち、右手に「三股を安じ」ているという。これを蓮華光院と「殊る」という。加えて、「伝」によると、摩多羅神は念仏守護の存在であり、称名念仏の人を導き、導いた人々を楽邦（浄土）に送り、蓮台に坐せしむるという。またその徳化であるともする。
天海の『唯授一人灌頂私記』では、摩都羅神は「大日」のことであるとし、「大とは六大=定、日とは六識=恵」であり、「迷悟一体・本迹不二・無始無極の神僧」であると説かれる。
乗因の『東叡山縁起』によると、摩多羅神は最澄が勧請し、玄旨帰命壇の本尊であり、天海が東照三所権現の1つとして崇めたことが記されており、さらにそれに続く朱引部分には、「摩多羅神を貶す『僻僧（＝霊空光謙などの安楽律派）』がおり、彼等は『摩多羅神の存在の根拠は中国に見られない」』と主張しているが、重視すべきなのは異朝ではなく本朝での習合である。」と記されている。ただ、『東叡山縁起』と同じ記述を持つ『東叡山諸堂建立記』、『東叡山記』、『東叡山仏閣神社宗廟記』には朱引部分が全て欠落しており、この部分は本来の伝承には存在せず、勧善院乗因が新たに付加したと考えられる。また、摩多羅神は閻魔法王であるともした。
同じく乗因が彼の最晩年に記した『金剛㡧』によると、『金光明経』懺悔品の信相菩薩の夢に現れた婆羅門は『摩訶止観』に説かれる「夢王（懺悔の深さを保証する神）」であり、即ち摩多羅神であるとする。
『甲子夜話』には、ある人が下谷新寺町にあった松前氏の邸の屋根の上に、烏帽子を戴き浄衣を着て、風詠しているのを見つけ、それが摩多羅神であったという話がある。
天野信景の『塩尻』では、常行三昧堂（常行堂）の守護神（現代では俗に「後戸の神」と呼ばれる）として知られる。

## 形象
一般的にこの神の形象は、主神は頭に唐制の頭巾（『空華叢書』によれば幞頭）を被り、服は和風の狩衣姿、左手に鼓、右手でこれを打つ姿として描かれる。また左右の丁禮多・爾子多の二童子は、頭に風折烏帽子、右手に竹、あるいは笹、左手に茗荷を持って舞う姿をしている。また中尊の両脇にも竹と茗荷があり、頂上には雲があり、その中に北斗七星が描かれる。これを摩多羅神の曼陀羅という。なお、翁面には両目・両耳・鼻・口の7つの穴があることから北斗七星を表すとされた。
服部幸雄は摩多羅神の神像（曼荼羅）とされるものは5種類が伝わっているとし、
- 比叡山の真如堂実蔵坊蔵のもの
- 比叡山西塔の椿堂脇壇で発見されたもの
- 毛越寺大乗院に伝えられたもの
- 中邑祐久蔵のもの
- 『塩尻』巻35に写されているもの

を紹介している。真如堂実蔵坊蔵の神像は絹本著色で長さは3尺、幅1尺半ほどの軸物である。中央上位に摩多羅神、下位に舞う様子をする2人が烏帽子狩衣様の俗人の服で描かれている。摩多羅神は口の上下に髭があり、静止して鼓を打っている。下位の向かって右側は口上に髭があり左手に竹枝、右手に杓を持つ。左側は髭がなく左手に鼓を持ち、右手で打とうとしている。2人は童男女ではなく、星の図柄も描かれていない。西塔の椿堂脇壇で発見された像は高さ6寸余の木彫一駆で、童子像はない。両手首を失っているため、鼓の有無は不明である。毛越寺大乗院に伝えられた画像図柄と中邑祐久蔵の図柄は真如堂実蔵坊蔵とほぼ同じであるが、後者は舞っている二童子が茗荷と笹の小枝を持ち、摩多羅神の上位に北斗七星が描かれている。『塩尻』巻35に写されているものは中邑祐久蔵の図柄とほぼ同じであるが、上位の北斗七星の下に雲気を描き、その下右側に茗荷、左側に竹を描いている。また、摩多羅神が左手に抱く鼓が極端に大きい。
他にも
- 妙法院が所蔵するもの
- 日光山輪王寺が所蔵するもの
- 國學院大学が所蔵するもの

が確認されている。妙法院に伝わる画像は絹本著色の軸装に仕立ててあり、縦114センチ・横56センチである。画の左端には「天和三年十一月晦日二品親王団」と署名があり、天和3年（1683年）11月30日に妙法院宮堯恕法親王によって描かれたことがわかる。この図様は画面の上方に流雲があり、その間に北斗七星がある。中央には頭冠を被った摩多羅神がいて、唐織の大牡丹唐草の狩衣と大紋唐草の袴を着けている。顔は徴笑んでおり、口将はあるが顎髭は少し長い。そして腰を掛け、左手に持つ鼓を右手で打とうとしている姿である。その前方の二童子は、ともに被り物を着けず、髪を鬟に結っている。服装は2人とも濃藍の広袖で、上質の衣装である。また文様には大きく描かれた大紋の中に撫子が2つずつ見え、貫頭衣の打掛けの胸には上と下に大きな巻雲紋が2つ描かれてある。向かって右の丁礼多は右膝を立て左足を折った中腰姿で、左手の鼓を立てて右手で下から打っている。左の爾子多は立って袖を大きく翻しながら、括り袴の右足を上げて踊っている。また右手で刀印を結び、左手の学を腰のあたりで上に向けている。二童子の足下には各々笹の葉があるが、爾子多の踊っている周りには12本の笏が並べられている。背景には中尊と二童子の中間の向って右に茗荷が2本あり、その茎も2つ出ており、向かって左には竹が3本ほど高く生えている。この画像は、他の作例と比較すると異なるところが多い上、保存状態がよく色彩鮮明で、高い品格が感じられる。輪王寺所蔵のものは、絹本著色の軸装で、縦119センチ・横58センチである。この図様も保存状態がよく、色彩は明瞭で、妙法院所蔵の画像に最も近似している。特に二童子を除いた摩多羅神とその背景の様相とは殆ど同様である。ただ三者の服装の図柄や二童子の様子は毛越寺所蔵のものとほぼ同じ形式である。これは江戸期のものとされるが、同時代の中邑祐久所蔵のものと輪王寺所蔵のものを折衷したような画像構成となっている。國學院大学所蔵の画像は、京都西陣の旧家から見出されたもので、江戸初期の寛文頃の制作と考えられるといわれる。また、その旧家では諸芸上達の守護神として礼拝していたという。絹本着色で縦は73、2センチ・横37.3センチの軸装であり、これを床の間などにかけて礼拝していたことがわかる。図様の形式としては上述した妙法院の画像に類似している。すなわち摩多羅神に向かって左には竹がなく、二童子も両手に茗荷と笹の枝を持ち肩に担ぎ、地面の上で舞っている。さらに服装も、同じ菱烏帽子を被る水干姿で、色違いの貫頭衣の打掛けと袴を着けている。しかし当画像には右端の竹とその根元の茗荷を描いていおらず、流雲や北斗七星も見えない。また狩衣下の赤地に金字で描かれた紋様は明瞭であるが、持衣に塗られた画料は剥離しており、緑地に金字菱形文様がわずかに残っているにすぎない。袴は下地不明の菱形十字紋で、紋は赤色で描かれている。また二童子のうち、丁礼多の水干は赤地に金字撫子紋の色彩で鮮明に描いているが、爾子多の方はあまりはっきりとしていないなど、全体的に画料の剥離が見られることから、保存状態はあまり良くなかったと考えられる。
摩多羅神と二童子の衣装は「室町時代やその前後に広く見られる世人の通常の服装」であり、摩多羅三尊は現世の俗人の姿のあるがままを表わしており、わずかに摩多羅神の冠のみが、円仁請来という渡来歴を象徴していると考えられる。摩多羅神の服装が和様の狩衣だけというものでなく、唐様の冠を被っている部分にみられる思想は、様々な要素を受容した経歴が認められる。
伊豆山神社では末社に摩多羅神を祀っており、摩多羅神に関する秘事も行われていたが、伊豆山神社に安置されていた（現在は走湯山般若院にある）「木造伊豆山権現立像」は観世元広が所有していた宿神の画像や、中邑祐久蔵の摩多羅神画像に似ていることが指摘されている。
清水寺には、嘉暦4年（1329）に仏師南都方法橋覚清が清水寺常行堂の摩多羅大明神として造ったいわゆる「木造摩多羅神坐像覚清作」があった。摩多羅神像の現存最古の作例で、大黒天や禅宗伽藍神と近似しているとされる。
新潟県燕市の国上寺にも摩多羅神が祀られているが、当寺の神像は「束帯を付け剣を佩び杓を取ること尋常の天満宮に等し」いとされる。

### 摩多羅神と北斗七星の関係
摩多羅神の画像には北斗七星が描かれる場合がある。両者が結びつけられた理由は不明だが、
- 梵語のmatarah（七母天）に由来する説（摩多羅神がMatarah＝摩怛利神＝七母天と同体であると仮定し、その上で七母天と北斗七星を結びつけたもの（七母天女の本地が吉祥天で、北斗七星の1つである文曲星を吉祥天とする説もある）
- 帰命壇に由来する説
- 山王七社に由来する説
- 翁面に由来する説
- 宿神に由来する説

最初の説は、摩多羅神がMatarah＝摩怛利神＝七母天と同体であると仮定し、その上で七母天と北斗七星を結びつけたものである（七母天女の本地が吉祥天で、北斗七星の1つである文曲星を吉祥天とする説もある）。2番目の説は、『帰命壇図』に帰命壇では丑寅の方角に北斗七星を祀り酒を捧げており、それと摩多羅神を結びつけたものである。また、現代に伝わる北斗七星が描かれた摩多羅神画像が玄旨帰命壇に由来するものであれば、それも証拠となる。3番目の説は、山王七社と呼ばれる大宮（西本宮）・二宮（東本宮）・聖真子（宇佐宮）・八王子（牛尾神社）・客人（白山姫神社）・十禅寺（掛下神社）・三宮（三宮神社）の本地仏を描いた7つの円相を、北斗七星の形で山王曼茶羅の上部に描いているものがあり、これが比叡山全体の守護神とされた摩多羅神の画像に影響を与えたとするものである。この場合、玄旨帰命壇に影響を与えたのも山王七社を北斗七星に当てはめたことに由来すると考えられる。『七社縁起』によると、大己貴命が大神神社（三輪山）から比叡山の坂本へと影向し、最澄帰国の際に大己貴命と大山咋命を比叡山の鎮守、伽藍の守護神として祀ったという。また、「山王」という名称は、中国天台山の土地神＝守護神に由来するとされる。このことから、山王と摩多羅神とは似通った神格と伝来の仕方をしており、摩多羅神を最澄請来の神として大己貴命と一体であるとの説が生まれたと考えられる。4番目の説は、『明宿集』で翁面に目鼻口耳の7つの穴があり、それが北斗七星を示しているとされるものである。5番目の説は、宿神が平安時代においては北斗法という修法の本尊として掲げられた星宿曼荼羅の神であることを摩多羅神と関連付けている。また、金春禅竹は翁と宿神を同体と見なしている。

## 祭礼
この神の祭礼としては、現在断絶したものも含めれば、滋賀県比叡山延暦寺の天狗怖し、栃木県・輪王寺や島根県・鰐淵寺、奈良県・談山神社の修正会、京都太秦・広隆寺の牛祭、岩手県平泉・毛越寺の延年（摩多羅神祭、二十日夜祭）、茨城県・雨引観音のマダラ鬼神祭、国上寺の院宣祭などが知られる。

### 輪王寺の修正会
正嘉2年（1258年）1月7日に行われた修正会についての記録が記述された『常行堂修正故事双紙』によると、「修正ノ行法ハ最上ノツトメナルカ故ニ、魔縁ノサマタケヲノカレムトテカヤウニクルウ事ニテアル也、後々ノ日中モコノ様ニ心フヘシ、三日ヨリコトニクルウヘキ也」とあり、修正会はその年の五穀豊饒等を願う1年で最も重要な行事であり、その行法を滞りなく行うために常行堂の守護神である摩多羅神を慰撫した。これは『渓嵐拾要集』巻67「常行堂天狗怖トシ事」に、「山門常行堂来、夏末ニ於常行堂ニ、大念仏中事アリ、仏前ニシテハ如法引声ス、後門ニシテハネオトリ、無前無後に経読也」とあるのと共通している。「三日ヨリコトニクルウヘキ也」とは、「顕夜」と呼ばれる3日初夜と5日初夜に摩多羅神を迎えて行われる、他の日とは違った様々な芸能を指す。顕夜は修正会の中でも特別の夜であり「正面ノアカリ障子ヲトラセ、折ニサウノ格子ヲアケサスヘシ、但本ヲハトラスコノ様ニアクル事、三五ノ両顕夜ハカリ也」とある。三日初夜には、「マタラ神ノ御法体ヲ出シタテ、今夜ヲハ摩多羅神ノ御コシムカヘト号スル也、アルイハ三日ノ後夜ニワタシタテマツル事モアレ共、今夜ハキヨクナシテ摩多羅神ハ行疫神也」とあり、3日初夜に初めて摩多羅神が迎えられていることがわかる。そして、「ツツミトヒヤウシヲトリテアシヲフミアハセテツツミヲウチ、カネヲアハセテ摩多ラ神ヲハヤス三反」とあり、この鼓には鈴がつけられていたので、非常に賑やかな囃しであったと考えられる。琵琶・琴・笛等が用いられるのもこのときである。また、田楽や法人・千秋楽・老御子・若御子・已盲目・陁仏・尼公・京童といった、面をつけた猿楽と思われる芸能が行われている。そして、その後に摩多羅神に対して真言が唱えられ、マタラマタラと七反唱えて、ソハカと3回繰り返される。そのときも銅拍子や鈴で音曲が奏される。5日の初夜も「顕夜」で、3日初夜とほぼ同じで、「連発続々マダラハヤシ」したという。

### 鰐淵寺の摩多羅神
島根県の鰐淵寺常行堂（伝・円仁創建）にも輪王寺と類似した祭礼の記録が残されている。正平10年（1355年）3月成立「鰐淵寺大衆条々連署起請文」では「常行堂分、修正会、自正月八日夜至同十五日、十四口加上下執事堂僧参籠当堂、毎日三時行法、三箇夜懺悔礼拜、三五両夜神事等、具在彼記」と常行堂の修正会について述べているが、「三五両夜神事」とは輪王寺の常行堂修正会でいう「顕夜」における摩多羅神に対しての様々な祭礼を指していると考えられる。嘉暦元年（1326年）12月に成立した「鰐淵寺常行堂一来等起請文』では、堂来が守るべき条項を書き連ねた後で「右、此条々、雖為一座一令違背者、阿弥陀如来、摩陀羅天神之神罰冥罰於各罷蒙之状、如件」とあることから、常行堂に阿弥陀如来と共に摩多羅神が祀られ、起請文に登場し、それに対して守るべき誓いが立てられるほど鰐淵寺では摩多羅神が重視されていたことがわかる。またこの文書は、東京大学史科編纂所および京都大学の影写本では、最初の行が「鰐淵寺北院一衆□□立申起請文
事」となっているほか、嘉暦元年から弘化2年（1845年）まで数十人の署名がある。これは歴代の寺主が摩多羅神に対して誓いを立てたものである。この摩多羅神祠堂は現在では陀枳尼天堂とも摩陀羅神社とも呼ばれている。摩多羅神は天文24年（1555年）2月12日の起請文でも「摩多羅天神」として登場している。さらに、天正2年（1574年）7月1日の「摩陀羅神領百姓職請文」からは、「摩陀羅神領」があったことがわかるが、そこには毎年百姓が職として納めるべきものが書き連ねられており「修正引声之間、さうち之人夫、壱人宛、いつものことく、無油断進上可申候」とあり、修正会の掃除役が課せられていた。

### 毛越寺の摩多羅神祭
毛越寺常行堂（伝・円仁開基）では現在も摩多羅神を祀る祭礼（延年・摩多羅神祭）が行われている。安永4年（1775年）8月の奥書をもつ『醫王山毛越寺金剛王院縁起』には、「嘉祥三年、慈覚大師の草創にして、堂宇七間四面、本尊宝冠阿弥陀如来脇士四菩薩なり、摩多羅神奥殿に鎮座す、大師承和年中、唐土清涼山にて文殊大士を拝し、常行三昧を伝授し給ふ、帰朝の後、東奥に致り給ひ、此地に根本中堂を始め常行堂を建立」したとある。延年は享保19年（1734年）に承応年中の文書を写した『常行堂出内習次第書立』の中の「正月常行堂出仕朝晩合行次第書立」に手順が書かれている。それによると、11日に勤行作法・昼田楽・夜田楽・唐拍子等が行われる。そして、14日から19日まで11日と同じことが繰り返し行われる。20日の結願の日は「摩多羅神祭」と呼ばれ、勤行の後、呼立・田楽・唐拍子・祝詞・老女・若女禰宜・児舞・京殿有吉・延年が行われた。この内、老女・若女禰宜・京殿有吉は式三番と呼ばれている。呼立では唐拍子が行われ、承仕が「摩多羅神 三反 時ヤヲ加フ仏カナマイレハネカイミテ給フ」と唱える。唐拍子は円仁が五台山で出会った二童子が踊ったものとされる。祝詞は、摩多羅神の本地を説き、天地長久・御願成就・息災延命・千秋万歳等を祈願するもので、秘伝となっている。

### 談山神社の修正会
談山神社（多武峰）常行堂の修正会は1月1日から7日まで行われ、7日が結願の日である。天正年間成立の『常行三昧五和尚手文』の「二日」の箇所には「明夜八摩多羅神ノ御興迎テ渡セ給候」、「四日」のところには、「明夜八摩多羅神ノ御会ニテ渡セ給候」とあるので、ここでも3日と5日の「顕夜」に摩多羅神が迎えられていることがわかる。そしてこのとき「摩多羅神拍子」が行われた。これは、「ヤマタラ神ハ仏カナ」「ヤホトケカナマイレハ願ラミテ給フ」と唱えながら、次第に言葉が短くなっていくものである。この摩多羅神を囃す詞は、輪王寺・毛越寺・多武峰に共通して見られる。

### 広隆寺の牛祭

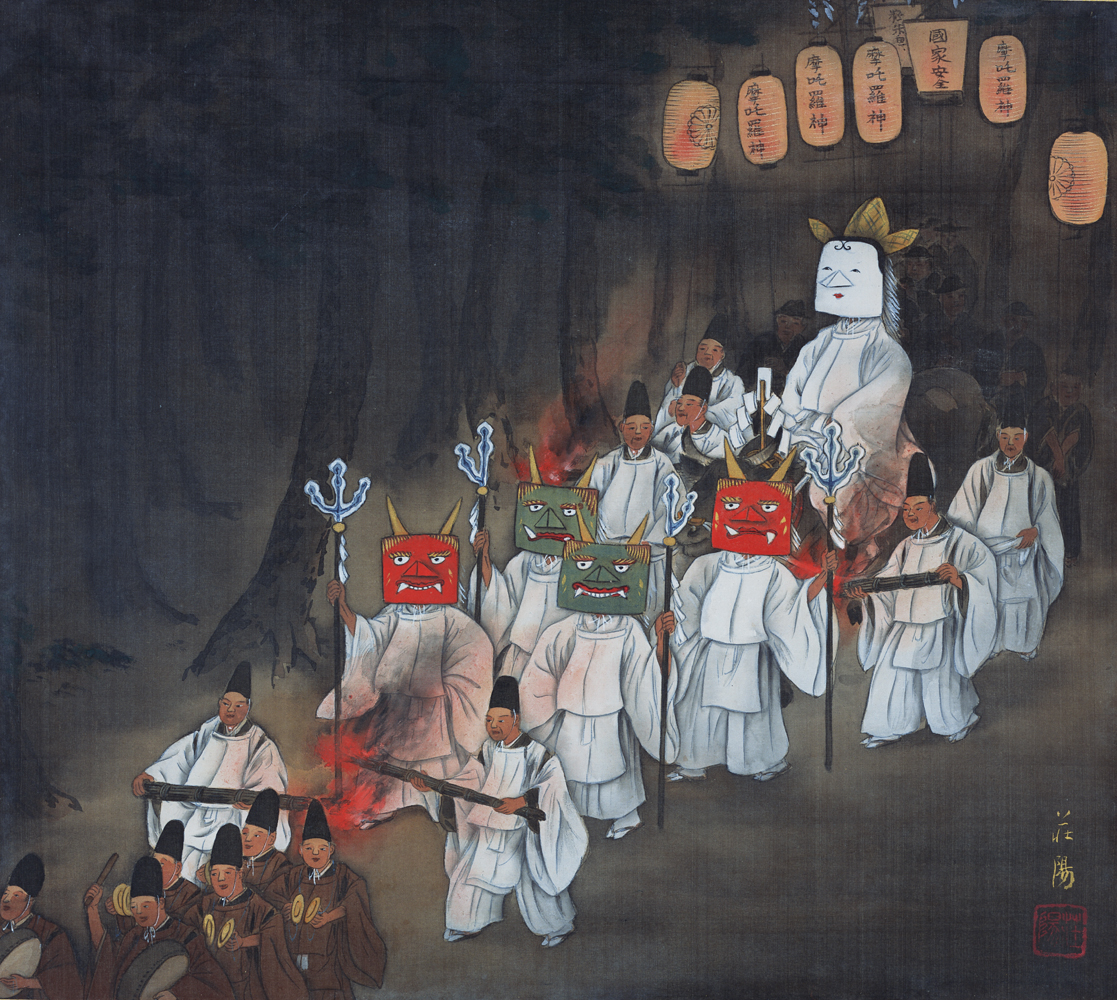
牛祭（都年中行事画帖 1928年）

太秦の牛祭（うしまつり）は京の三大奇祭の一つに挙げられる。明治以前は旧暦9月12日の夜半、広隆寺の境内社であった大酒神社の祭りとして執り行われていた。明治に入りしばらく中断していたが、広隆寺の祭りとして復興してからは新暦10月12日に行われるようになった。
『広隆寺大略縁起』によれば、三条天皇の御代、長和元年9月11日に比叡山の恵心僧都（源信）が声明念仏を行なっていたところ、仏法の守護神である摩多羅神から「この法会は末世まで絶やしてはならない」と夢のお告げがあり、恵心は翌日の12日に祭文を書き、摩多羅神の祭祀（「祭礼無双の儀式」と本文中では呼ばれる）を行った。その祭祀は、神主が牛に乗っているので「牛祭」と呼ばれるようになったという。祭文の意趣は、神明の威風によって年中の災禍を払い、天下を太平にし、君は長寿を得、民を安穏とするというものである、と説明される。
『都名所図会』によれば、毎年9月12日の夜、戊の刻に牛祭の神事があり、広隆寺の僧侶五人が五尊の形を表し、異形の面をかけ、風流の冠を着し、太刀を侃き、一人は幣を掲げて牛に乗り、四人は前後を囲み、従者は松明をふり立て、行列をなして本堂の傍から後ろに巡り、西側から祖師堂の前の檀上に登り祭文を読んだという。祭文の文法は古代のもので奇怪であったため、耳を驚かさない人はいなかったという。
牛祭は除災招福を摩多羅神に祈願するものであるが、実際の起源は明らかではない。『山城州葛野郡楓野大援郷広隆寺来由記』によると、常行堂に観音勢至二菩薩、阿弥陀如来と共に、「摩多羅神像為、念仏守護神、安置于後戸也」としている。他の天台寺院と同様に摩多羅神は常行堂の守護神であった。しかし今では牛祭として行われ、常行堂との関係は忘れられている。『広隆寺縁起』では牛祭の図を載せるが、そこでは摩多羅神が牛に乗って行道しているとき、周りを風流士が囲んで銅拍子等を打ち鳴らしている。その楽器は毛越寺の延年の際に用いられるものと共通しているものが多い。また、「牛祭」と呼ばれるが、本質的には摩多羅神と牛の関係に関連性は見られない。源信自草と伝える「大秦牛祭祭文」に「柊槌頭木冠載平足旧鼻高絡付織牛上荷鞍置痩馬上鈴付馳有踊有」とあり、牛だけではなく馬も用いられていることがわかる。また楽法寺のマダラ鬼神祭は摩多羅神は馬に乗って登場する。馬・牛の使い分けはおそらく東国・西国の違いから起きるもので、他の常行堂の祭礼では全く牛との関連は見られない。

#### 牛祭の祭文
牛祭はかつて毎年10月12日に行われていたが、現在は牛の調達が困難のため不定期開催となっており、特に近年では暫く実施されておらず今後も再開の見通しもたっていない。

### マダラ鬼神祭
雨引観音の伝承によると、応永2年（1395年）に同寺が兵火で全焼した際、魔多羅神が現われて眷属に命じて7日7夜で再建したことから、住職・吽永が報恩のための大法会を営んだのが鬼神祭の起源とされる。また、魔多羅神は悪魔を降伏するインドの神で、その姿は右手に笹、左手に茗荷と弓を持ち、馬に乗って眷属として善鬼を数名従えていると伝えられる。
牛祭とマダラ鬼神祭の共通点は
- 摩多羅神が眷属の鬼を従えて参詣人の前に顕現する
- 摩多羅神（僧が務める）を除く眷属の鬼役は、寺院所在地在住の在家の人々が務めている
- 馬・または牛に乗った摩多羅神を中心にして、大勢の地域住民が参加した行列を組み、地域内を練ったのちに寺院の本尊前に至り、護摩供養・鬼踊り・楽入り般若心経（以上楽法寺）あるいは祭文を読む（広隆寺）

が挙げられ、差異点は
- マダラ鬼神祭の場合は僧の護摩供養に続いてマダラ鬼神を中心とした呪術的な所作の鬼踊りと破魔矢を射ることで、除災招副など現世利益的な祈願とする
- 牛祭の場合は寺の本尊に向かって摩多羅神と四天王が砕けた内容の祭文におどけた節をつけて読みあげることで参詣人の悪態を誘い出し、参詣人に紙の仮面を奪われ、これを門口などに貼り付けておくことで除災招福、現世利益の祈願とする

が挙げられる。

### 院宣祭
院宣祭は、新潟県燕市にある国上寺の阿弥陀堂（本堂）にて毎年10月10日（かつては旧暦9月17日、昭和頃からは新暦10月17日に行われ、1980年代に10月10日へと変更された）に行われる祭りであり「引声之会式」や「山神祭」とも呼ばれる。国上寺では摩多羅神は鎮守神とされ、国上集落の住人にとってこの祭りは悪病除けの祭りである。祭りの由来は天正年間の火事による資料消失で伝わっていないものの、『国上寺縁起之事』中の「貞観年中之事」によると、貞観年中に円仁が中国天台山の常行三昧・引声念仏を国上寺に伝え、常行堂を建立したのが始まりであるという。このことから、由緒は不明であるものの天台山や比叡山の常行三昧・引声念仏の影響を受けていたことは明らかである。現在国上寺は真言宗豊山派であるが、寛永10年（1663年）に良全大和尚が醍醐寺から当寺に移る以前は天台宗の寺であったと見られ、院宣祭も当時の行事の名残と考えられる。
院宣祭という名前は、元暦元年（1184年）11月23日付の院宣が伝来していたこと、あるいは引声と院宣の音が類似していることが由来とされる。なお、「国上寺縁起之事』では院宣祭と呼ばれず「引声之会式」と呼ばれていることから、院宣祭という呼称は比較的新しい時代に生まれたと考えられる。
同祭の手順は、僧侶と念仏講員が本尊の前で法楽（真言と引声念仏）を奉納し、次いで村民が「面が出る、面が出る」と騒いだ後に神輿を担いで本堂の外縁を繞堂し、繞堂行列の先頭2人が翁と嫗の面を被って木製の槍と鉞を持ち前後に荒れ廻り槍と鉞を叩き割るというものである。こうすることで、行列に邪魔をしたり害を及ぼす災禍を払い除き神徳を輝かせるための守護者としての姿を示すという。村民は叩き割られた後の木片を持ち帰ると魔除けや招福の効果があったとされる。
国上寺において摩多羅神は本堂の右背後に祀られ、神像は「束帯を付け剣を佩び杓を取ること尋常の天満宮に等し」いとされる。

### 伊豆山神社の祭礼
伊豆山神社ではかつて末社に摩多羅神を祀っており、明治初期頃までは摩多羅神に関する秘事も行われていた。その秘事とは、正月5日の深夜に「摩多羅神の祭にや、マラに舞を舞わして、ツビに鼓を叩かせて、囃せや金玉、ちんちゃらちんちゃらちんちゃらちゃん」と歌い舞ったという。

## 摩多羅神に関する諸説
服部幸雄は、俊徳丸が癩病に罹り失明し、天王寺後堂（後戸）の縁の下で餓死寸前にまで陥った後に回復したことについて、後戸に祀られた摩多羅神の神徳であったとする。

## 「摩怛利神」との関係
摩怛利神（摩怛哩神、摩怛曳とも）は、梵語で「母」を表すMatrの音写であり七母天のことである。七母天は摩訶迦羅天の眷属で、両者に祈願して行疫神を宥め病疫を退散して一切の罹患者を救済せんとする行法が「摩怛利神法」と呼ばれ、明恵がよく行ったという。
摩多羅神と摩怛利神は音が似ていることから同一神とされる場合があるが、両者を同一視したのは覚深の『摩多羅神私考』が初見である。同書によると『大日経流』第11巻に「忙怛理天」の名前が見え、真言宗の杲宝が忙怛理天は七母女天であるとした。その上で、誰によるものかは不明だが忙怛理天の首書に摩多羅神と同一と記述があったという。しかし、田久保周誉は「摩多利」と「摩怛哩」は同音であっても同義ではないとし、摩多羅神と摩怛利神を結びつけることにも疑問を呈した。川村湊は安楽律騒動で天台宗が否定した摩多羅神を再度正当化するために正当な神である七母女天（摩多利神）と同一視した（ただし曽根原理が指摘しているように天台宗が「摩多羅神自体」を否定した事実は存在しない）。

## 摩多羅神を祀る寺社
- 毛越寺（岩手県平泉町）
- 輪王寺（栃木県日光市）
- 神武寺（神奈川県逗子市）
- 国上寺摩多羅天神社（新潟県燕市）
- 小菅神社（長野県飯山市）
- 東寺（京都府京都市）
- 談山神社常行三昧堂（奈良県桜井市）
- 清水寺（島根県安来市）
- 鰐淵寺摩陀羅神社（島根県出雲市）

栗岩英治は、長野県飯山市・信濃町に跨る斑尾山は平安時代に摩多羅神社を祀ったためにその名が付いたと考察している。

## 関連文献
- 川村湊『闇の摩多羅神 変幻する異神の謎を追う』河出書房新社、2008年11月。ISBN 978-4-309-22494-7。
- 谷川健一『賤民の異神と芸能 山人・浮浪人・非人』河出書房新社、2009年6月。ISBN 978-4-309-22512-8。
- 鈴木正崇「摩多羅神」『神と仏の民俗』吉川弘文館〈日本歴史民俗叢書〉、2001年2月。ISBN 978-4-642-07362-2。